# Gerrit Holtmann
Gerrit Holtmann (* 25. März 1995 in Bremerhaven) ist ein philippinisch-deutscher Fußballspieler. Er kann auf dem linken Flügel offensiv wie defensiv spielen und steht beim VfL Bochum unter Vertrag. Holtmann ist ehemaliger deutscher U20-Nationalspieler sowie seit 2022 Nationalspieler der Philippinen.

## Karriere

### Vereine
Der aus Bremerhaven stammende Holtmann begann seine Karriere bei Sparta Bremerhaven und spielte danach für die Leher Turnerschaft und den OSC Bremerhaven, bevor er 2010 in die Jugend von Werder Bremen wechselte. 2013 kehrte er für ein Jahr nach Bremerhaven zurück.
Zur Saison 2014/15 wechselte Holtmann zur zweiten Mannschaft von Eintracht Braunschweig in die Regionalliga Nord. Dort debütierte er am 27. Juli 2014 beim 2:2 im Spiel beim Lüneburger SK Hansa. Sein erstes Tor erzielte er am 27. August 2014 beim 3:0-Sieg gegen die Freie Turnerschaft Braunschweig mit dem Treffer zum 1:0 in der 32. Minute. Am 27. April 2015 wurde er erstmals in den Kader der ersten Mannschaft berufen und debütierte in der 2. Bundesliga. Beim 4:2-Heimsieg gegen den FC Erzgebirge Aue stand er in der Startelf und bereitete den Treffer zum 1:0 vor. Sein erstes Tor in der zweiten Liga erzielte er am 13. September 2015 beim 3:0-Sieg im Auswärtsspiel gegen den FSV Frankfurt, als er nach 59 Minuten eingewechselt wurde und in der 71. Minute das 2:0 erzielte. Sein Vertrag bei Eintracht Braunschweig lief bis zum 30. Juni 2019.
Zur Saison 2016/17 wechselte Holtmann zum Bundesligisten 1. FSV Mainz 05, bei dem er einen bis zum 30. Juni 2020 laufenden Vertrag unterschrieb. Am 21. September 2016 debütierte er beim 2:1-Auswärtssieg gegen Werder Bremen in der Bundesliga und bereitete das Mainzer Siegtor von Pablo de Blasis in der letzten Spielminute vor. Am 2. Dezember 2017, dem 14. Spieltag der Saison 2017/18, erzielte Holtmann bei der 1:3-Heimniederlage gegen den FC Augsburg sein erstes Bundesligator.
Für die Saison 2019/20 schloss der Bundesligaaufsteiger SC Paderborn 07 mit Mainz 05 ein einjähriges Leihgeschäft für den Flügelspieler ab; Holtmann bespielte die linke Außenbahn defensiv wie offensiv, konnte mit der Mannschaft jedoch nicht die Klasse halten und kehrte anschließend nach Mainz zurück. Dort nahm er an Teilen der Vorbereitung teil, wechselte jedoch bereits Anfang August 2020 zum Zweitligisten VfL Bochum, bei dem er einen Dreijahresvertrag unterzeichnete. In seiner ersten Saison kam er als Stammspieler zu 33 Pflichtspieleinsätzen und stieg mit Bochum als Meister in die Bundesliga auf. Das erste Tor für die Bochumer nach der Rückkehr in die Bundesliga erzielte Holtmann am 2. Spieltag der Saison 2021/22 gegen seinen Ex-Verein Mainz 05; der Treffer nach einem Sololauf wurde zum Tor des Monats im August 2021 sowie zum Tor des Jahres gekürt.
Anfang August 2023 wurde er an den türkischen Erstligisten Antalyaspor ausgeliehen. Die Leihe wurde im Januar 2024 vorzeitig beendet und Holtmann für die Rückrunde der Saison 2023/24 an den abstiegsgefährdeten Bundesligisten SV Darmstadt 98 verliehen.
Nachdem im Mai 2025 Gerrit Holtmann offiziell verabschiedet worden war, hat er sich im Juli 2025 überraschend für einen Verbleib an der Castroper Straße entschieden.

### Nationalmannschaft
Im Jahre 2015 spielte Holtmann fünfmal für die deutsche U20-Nationalmannschaft. 
Seine Mutter ist Filipina; ein Angebot, für den philippinischen Verband zu spielen, schlug Holtmann im August 2018 zunächst aus. Im Mai 2021 wurde Holtmann für die noch ausstehenden WM-Qualifikationsspiele erstmals in die Nationalmannschaft der Philippinen berufen. Bei seinem Debüt für die Nationalelf, das schließlich am 11. Juni 2022 erfolgte, gelang ihm in der Nachspielzeit der 1:0-Siegtreffer gegen die Mongolei.

## Erfolge
VfL Bochum
- Meister der 2. Bundesliga und Aufstieg in die Bundesliga: 2021

Persönliche Auszeichnungen
- Torschütze des Monats: August 2021
- Torschütze des Jahres: 2021